# سبنسر دينويدي
سبنسر دينويدي (بالإنجليزية: Spencer Dinwiddie)‏ مواليد 06 أبريل 1993، هو لاعب كرة سلة أمريكي يلعب مع فريق لوس أنجلوس ليكرز في الرابطة الوطنية لكرة السلة ويحمل الرقم 8. يبلغ طوله 6 قدم 6 بوصة (2.0 م).

## فرق لعب لها
- ديترويت بيستونز

## روابط خارجية
- سبنسر دينويدي على موقع إن بي أي (الإنجليزية)
- سبنسر دينويدي على موقع سبورتس رفرنس (الإنجليزية)
- سبنسر دينويدي على موقع كرة السلة الأوروبية.كوم (الإنجليزية)
- سبنسر دينويدي على موقع إي إس بي إن.كوم (الإنجليزية)
- سبنسر دينويدي على موقع كلية كرة السلة في سبورتس رفرنس.كوم (الإنجليزية)
- سبنسر دينويدي على موقع ريلجم (الإنجليزية)
- سبنسر دينويدي على موقع بروبوليرز (الإنجليزية)
- سبنسر دينويدي على موقع سبورتس رفرنس (الإنجليزية)